# Turnul Shanghai
Turnul Shanghai (chineză: 上海中心大厦; pinyin: Shànghǎi Zhōngxīn Dàshà) este cea mai înaltă clădire  din Shanghai dar și din China și a doua din lume  după Burj Khalifa.